# Aulis Akonniemi
Aulis Juhani Akonniemi (Soini, 16 dicembre 1958) è un ex pesista finlandese.

## Palmarès
| Anno | Manifestazione | Sede        | Evento         | Risultato | Prestazione | Note |
| ---- | -------------- | ----------- | -------------- | --------- | ----------- | ---- |
| 1981 | Europei indoor | Grenoble    | Getto del peso | 13º       | 17,60 m     |      |
| 1983 | Mondiali       | Helsinki    | Getto del peso | 8º        | 19,85 m     |      |
| 1984 | Olimpiadi      | Los Angeles | Getto del peso | 9º        | 18,98 m     |      |